# جک رندل
جک رندل (انگلیسی: Jack Randle)؛ (زاده ۲۳ اوت ۱۹۰۲ – ۱۹۹۰ (۸۷−۸۸ سال) بازیکن فوتبال اهل بریتانیا بود.
از باشگاه‌هایی که وی در آن ها بازی کرده‌است می‌توان به گیلفورد سیتی، ساوتند یونایتد، ای‌اف‌سی بورنموث، کاونتری سیتی، و بیرمنگام سیتی اشاره کرد.